# Cal Wenceslao
Cal Wenceslao és una obra de Calafell (Baix Penedès) protegida com a bé cultural d'interès local.

## Descripció
Es tracta d'un immoble planta irregular amb un pati petit a la part posterior, constituït per planta baixa i una planta pis. Forma part de la mateixa finca un altre edifici que dona al carrer de la Barceloneta. La composició de la façana s'articula a partir d'un eix de simetria que queda trencat per la porta d'accés que està correguda cap a l'esquerra. A cada costat de la porta hi ha un finestral rectangular amb clavellinera de pedra motllurada i reixa de ferro. A la planta alta hi ha dos balcons rectangulars amb llosana de pedra motllurada i barana de ferro. Destaca a la part superior de la façana, un ampit calat fet amb elements seriats de terrissa. La façana és arrebossada i pintada.
El sistema constructiu és de tipus tradicional amb murs de càrrega i sostres unidireccionals. Els murs són de maçoneria unida amb morter de calç i les obertures de fàbrica de maó massís. Probablement les bigues són de fusta. Les clavellineres i llosanes són de pedra tallada d'origen local. Els ampits són de peces seriades de terrissa.